# Kalmarsund
De Kalmarsund is de zeestraat tussen het vasteland van Zweden en het eiland Öland. Aan deze zeestraat liggen de Zweedse marine- en vissershavens Kalmar en Oskarshamn (de rode vlekken op de kaart, respectievelijk onder en boven).